# Жарнитін
Жарнитін (*Jarnithin, д/н — бл. 821) — машт'єн (володар) центральної Бретані у 814—818 роках. Став першим, хто здійснив спробу об'єднати Бретань.

## Життєпис
Походив зі знатного роду. Його батько був дрібним бретонським володарем, що мав столиці в Плекадекі. Перші згадки про Жарнитіна відносяться до 790 року (містяться в картулярії Редонського абатства Сен-Совер). У 797 році прийняв титул март'єн на кшталт володаря. Тому деякі розглядають його рівнозначним королю. Ймовірно мав гарну стосунки з франкським імператором Карлом Великим, оскільки не брав участі у повстаннях бретонців у 799 та 811 роках. Його ставкою була фортеця Лісбед.
Напевне скористався послабленням сусідів, захопивши до 813 року усю центральну Бретань (частину сучасних Ваннської області, областей Сен-Мало і Сен-Броере). Можливо в цей час його оголошено королем за франкським зразком, проте цьому немає певних доказів — лише хартія від грудня 813 року в картулярії Реддонського монастиря. Безсумнівним для науковців є те, що на той час він був наймогутнішим з машт'єнів Бретані. відомі його хартії, де він надає своїм васалам земельні маєтності (пу).
Разом з тим Жарнитін не був правителем усієї Бретані — не міг повністю приборкати сусідів — держави Бро-Варох (на півдні) Корнуай і Думнонію (на заході). Водночас був союзником Гі Відоніда, маркграфа Бретонського і графа Нантського, що забезпечило мир на східних кордонах.
Жарнитін підтримував добрі стосунки з наступним франкським імператором Людовиком I. 814 року низка бретонських машт'єнів оголосили про незалежність від Франкської імперії. Ймовірно намагався дипломатичними засобами залагодити конфлікт, при цьому здобити власний зиск. за це отримав посаду графа Ренна.
З цього моменту став активно діяти з об'єднання усіх бретонських земель та повне звільнення від залежності Франкської імперії. Це спричинило похід імператора Людовика I, якого підтримала Ламберт I, граф Нанту і маркграф Бретані, Морван, машт'єн Бро-Вароха. В результаті військової кампанії 818 року Жарнитін зазнав поразки, його було повалено, а державу розділено. Області навколо міст руффіак, Карантуар, Молак, Реддон, Оган і Капнеак зберіг за собою Жарнитін, інші землі відійшли Морвану.
Жарнитін помер близько 821 року. після його змерті володіння поділили сини.

## Родина
- Портітое
- Гурвіль